# Embolemus ruddii
Embolemus ruddii is een vliesvleugelig insect uit de familie van de peerkopwespen (Embolemidae). De wetenschappelijke naam van de soort is voor het eerst geldig gepubliceerd in 1833 door Westwood.